# Потылицинская
Потылицинская — деревня в Плесецком районе Архангельской области.

## География
Находится в западной части Архангельской области на расстоянии приблизительно 87 км на юг-юго-запад по прямой от административного центра района поселка Плесецк на правом берегу реки Онега.

## История
В 1873 году здесь (деревня Каргопольского уезда Олонецкой губернии было учтено 22 двора, в 1905 — 26. До 2021 года входила в Конёвское сельское поселение до его упразднения.

## Население
Численность населения: 117 человек (1873 год), 165 (1905), 35 (русские 100 %) в 2002 году, 29 в 2010.